# بروخودنا

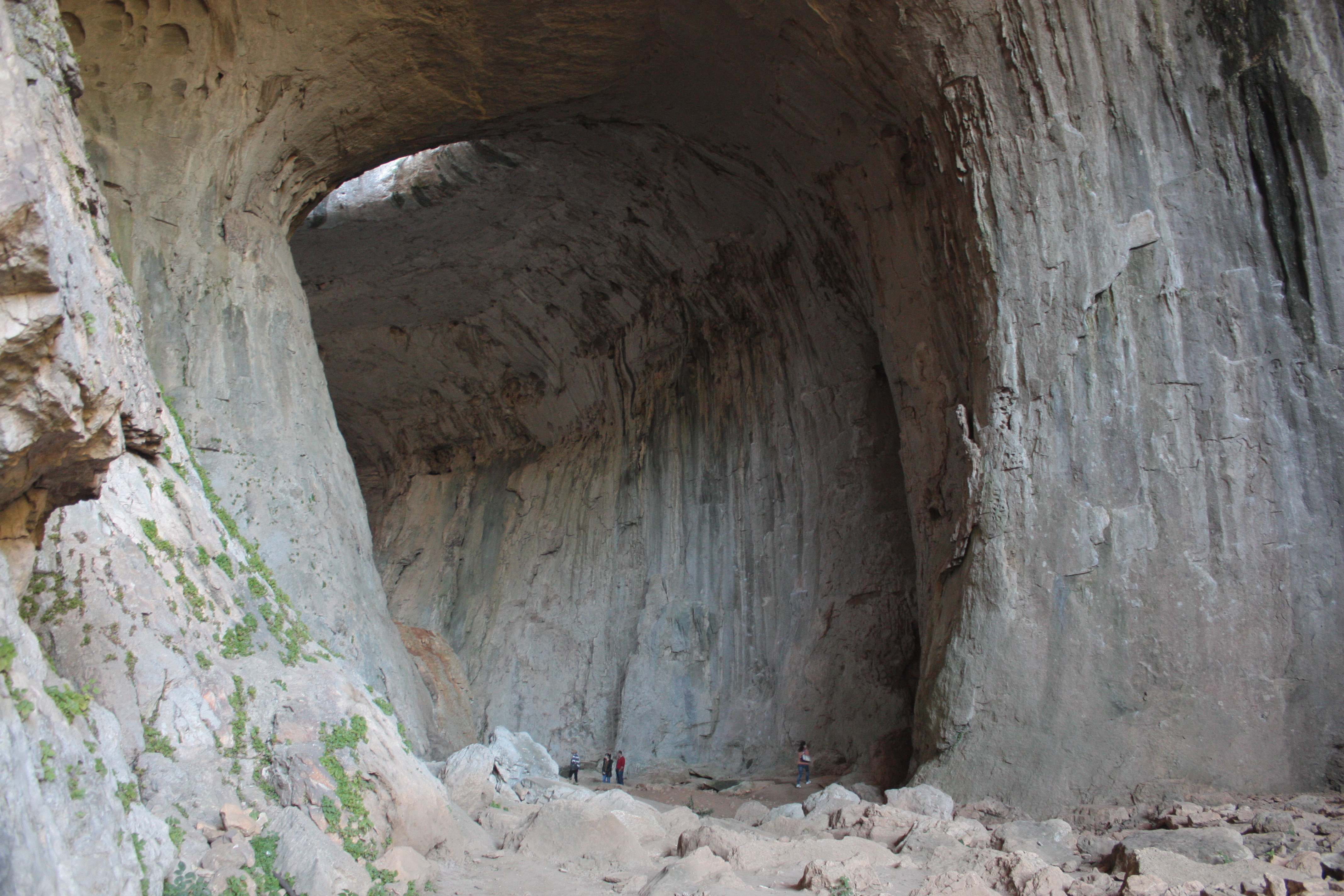
المدخل الكبير لكهف بروخودنا (الممر) بوجود الزوار لمقارنة الارتفاع

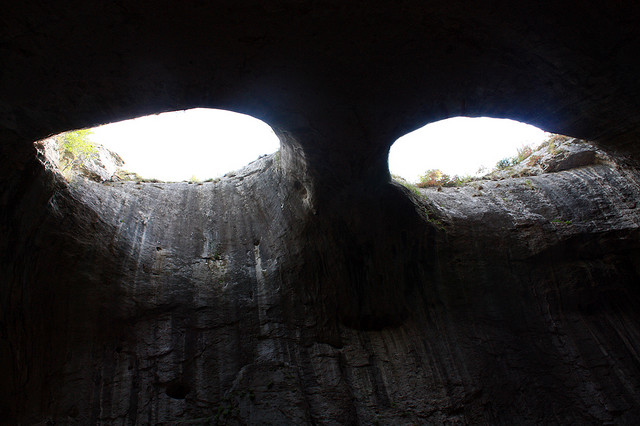
تكوين "عيون الله" في كهف بروخودنا

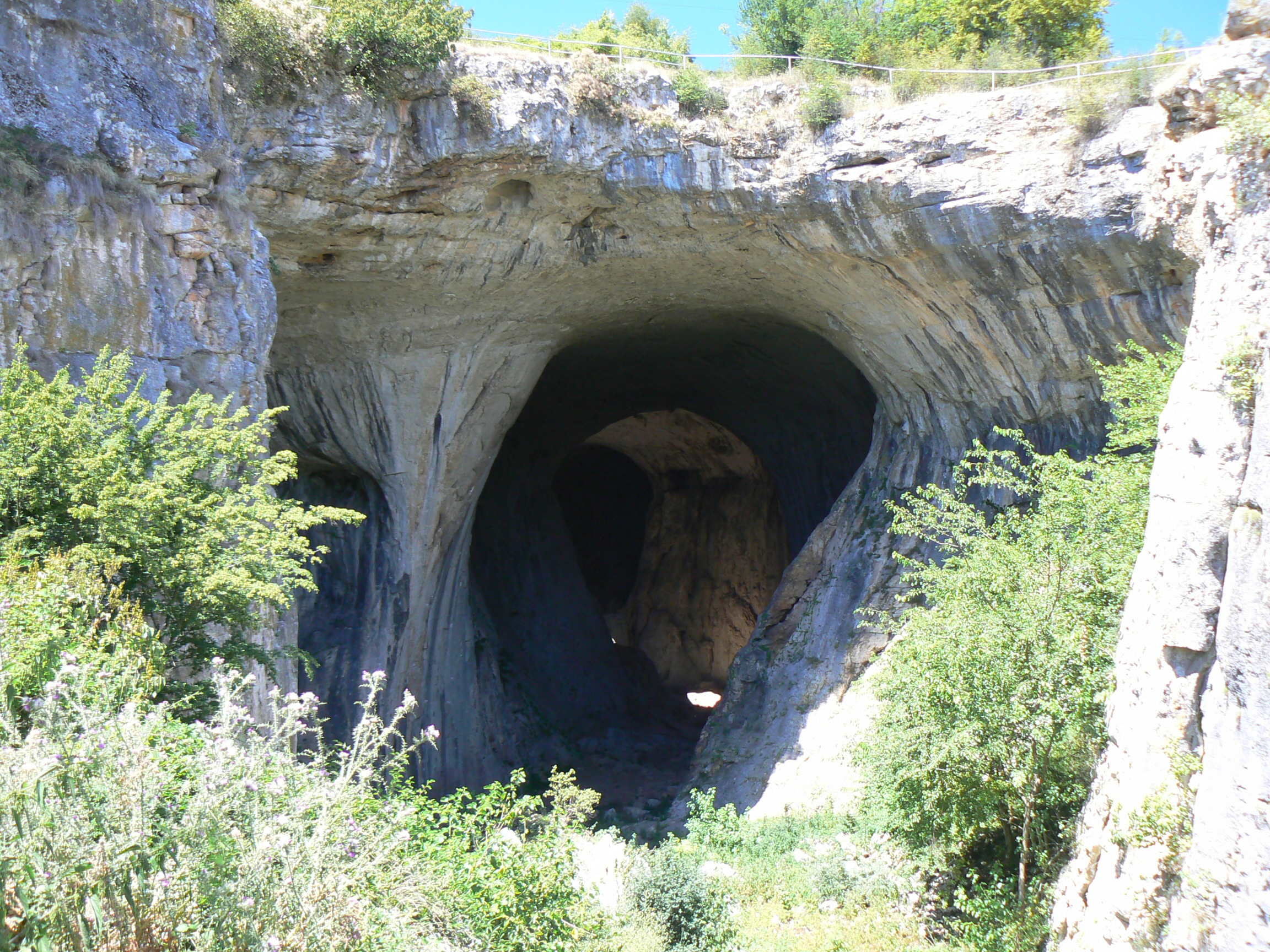
أحد مداخل الكهف

بروخودنا ((بالبلغارية: Проходна)‏) هو كهف يقع في شمال وسط بلغاريا، ويقع في وادي إسكار بالقرب من قرية كارلوكوفو في بلدية لوكوفيت، في مقاطعة لوفيتش. يشتهر الكهف بوجود ثقبين شبيهين بالعيون في سقفه، يعرفان باسم «عيون الله».
كهف بروخودنا هو أفضل مواقع الجذب السياحي المعروفة في كارلوكوفو غورغي (جزء من متنزه إسكار-بانيغا الجيولوجي)، وهو أحد أكبر المناطق الكارستية في بلغاريا وموقع شائع لدراسة المغاور. تشكل الكهف خلال العصر الرباعي.
يبلغ طول كهف بروخودنا 262 متر (860 قدم)، ما يجعله أطول ممر كهفي في بلغاريا. يحتوي الكهف على مدخلين مقابل بعضهما البعض، والمعروفان على التوالي باسم المدخل الصغير والمدخل الكبير، ارتفاع الأول 35 متر (115 قدم) بينما يبلغ ارتفاع المدخل الثاني 42.5 أو 45 متر (139 أو  148 قدم). يدين الكهف باسمه، والذي يعني حرفيًا كهف الطريق أو كهف المرور، لهذه الميزة. حجم المدخل الكبير يجعله مناسباً للقفز بالحبال[بحاجة لمصدر]، ما يجعله من بين أشهر المواقع في بلغاريا لممارسة هذا النشاط.
هناك آثار لسكن البشر ما قبل التاريخ في كهف بروخودنا، والتي تشهد على أن البشر عاشوا في الكهف خلال العصر الحجري الحديث والعصر النحاسي.
يتميز بروخودنا بوجود تجويفين متساويين في الحجم في سقف غرفته الوسطى. تشكّل هذين الثقوب بفعل عوامل التعرية، حيث تسمح بدخول الضوء إلى الكهف. يُعرف التكوين عمومًا باسم عيون الله. وقد ظهرت هذه الظاهرة في الفيلم البلغاري «زمن العنف» عام 1988؛ حيث ظهر في المشهد كاهن يدعى أليغوركو يصلي تحت العينين.
يقع الكهف على بعد 2 كيلومتر (1.2 ميل) من كارلوكوفو، بالقرب من طريق كارلوكوفو- لوكوفيت. وهناك موقف للسيارات بالقرب من المدخل الصغير. يوجد بالقرب من بروخودنا كهفٌ أطول بكثير هو كهف تيمناتا دوبكا، وممر يصل من مدخل بروخودنا الكبير إلى منزل كهوف بيتار ترانتيف الوطني، وهو أحد أهم 100 موقع سياحي في بلغاريا.

## روابط خارجية
- عيون الله، كهوف بروخودنا Random-Times.com